# 눈의 여왕 4
《눈의 여왕 4》는 2019년 개봉된 러시아의 3D 애니메이션 판타지 어드벤처 가족 영화 영화이다. 위저트 애니메이션에서 제작하였으며, 보리스 마슈코프체프, 유리 모스크빈, 블라디미르 니콜라예프, 파벨 스테파노프, 바딤 베레쉬차긴이 제작을 맡았다. 해외판 제목은 《눈의 여왕: 미러랜드》(러시아어: Снежная Королева: Зазеркалье, 영어: The Snow Queen: Mirrorlands)이다.
러시아 애니메이션 역사상 처음으로 할리우드 애니메이터가 공동 감독을 맡았다. 눈의 여왕 4는 눈의 여왕 3: 눈과 불의 마법대결에 이은 눈의 여왕 시리즈의 네 번째 영화이며, 전 편과 마찬가지로, 그 이야기들은 한스 크리스티안 안데르센의 1844년 동명의 동화에서 영감을 받았으며, 마법사와 과학자 사이의 전쟁을 다룬다.
이 영화는 AFM, 칸과 같은 영화 시장과 영화제에서 상영되었다. 이 영화는 2019년 1월 1일 러시아와 독립 국가 연합에서 개봉되었다. 이 영화는 러시아 작가 미하일 불가코프의 이야기와 비슷하다는 일부 리뷰와 함께 대체적으로 긍정적인 평가를 받았다.

## 줄거리
“마법의 시대는 모두 끝났어!”
과학과 기술만을 최고로 여기는 해럴드 왕은 우연히 발견한 마법 유물 ‘미러랜드의 문’을 이용해 세상의 마법사들을 그곳에 가두려는 계략을 세운다.
위험에 처한 마법사들과 겔다의 가족들은 최후의 수단으로 함께 갇혀있던 눈의 여왕에게 도움을 요청하는데…
과연, ‘겔다’와 ‘눈의 여왕’은 함께 힘을 합쳐 해럴드 왕의 음모로부터 마법 세계를 구할 수 있을 것인가?!

## 목소리 출연

### 우리말 더빙
- 양정화: 눈의 여왕
- 박지윤: 겔다
- 임채헌: 헤럴드
- 박영재: 제독
- 민승우: 카이
- 민아: 알피다, 앤더스
- 임은정: 안경 할머니
- 윤용식: 주술사
- 김현심: 릴리스
- 조현정: 라플란드
- 엄상현: 올름
- 홍진욱: 애로그
- 남도형: 로렌
- 송하림: 트롤 꼬마
- 한만중: 근위대장

### 러시아어 원어판
- 올가 주브코바: 눈의 여왕
- 리나 이바노바: 겔다
- 미하일 벨야코비치: 헤럴드
- 니콜라이 비스트로프: 카이
- 랴이산 우탸셰바: 알피다
- 올가 쇼로코바: 라플란드
- 나데즈다 안가르스카야: 릴리스
- 안톤 엘다로프: 올름
- 프세볼로트 쿠즈네초프: 애로그
- 필립 레베데프: 로렌
- 니키타 프로조롭스키: 근위대장

### 영어판
- 사미아 마운츠: 눈의 여왕
- 로리 하임스: 겔다
- 마크 톰슨: 헤럴드
- 제이슨 그리피스: 카이
- 데빈 베일리 그리핀: 알피다
- 빌리 밥 톰슨: 올름
- 그레이엄 할스테드: 로렌

## 제작

### 발전
“영화의 주요 아이디어는 마법과 과학 사이의 대결입니다. 우리는 마법과 과학이 얽혀있는 시각적으로 즐거운 세상을 만들어냈습니다. 거대한 도시는 온갖 종류의 증기 기관차, 비행선, 잠수함, 자동 청소 기계 및 기타 장치로 가득 차 있습니다. 그것은 우리가 원하는 것을 달성하기 위한 많은 기술 아이디어를 개발하도록 강요했습니다."— 로버트 렌스 감독

눈의 여왕 시리즈의 4번째 작품은 2016년부터 초기 단계에 있었다. 위저트 애니메이션은 미국 애니메이션계의 베테랑 로버트 렌스와 협업했다. 렌스는 디즈니, 픽사, 드림웍스 등 주요 스튜디오에서 각본가, 애니메이터, 스토리보드 컨설턴트로 일했다. 렌스는 알렉세이 트시칠린 감독과 함께 감독이 됐다. 러시아 애니메이션 역사상 처음으로 할리우드 애니메이터가 공동 감독을 맡았다.
트시칠린과 렌스 모두 그 영화를 위해 그들의 기술에 보답했다. 트시칠린은 렌스가 미국 애니메이션 영화에서 일반적으로 볼 수 있는 좀 더 코믹한 결과물을 영화에 제공했다고 언급한 반면 렌스는 "그들이 영화에 자신들만의 문화와 감성에 특유한 것들을 영화에 통합하는 것을 보는 것도 좋았습니다. 왜냐하면 그들은 정말로 그들의 나라에서 영화 제작과 스토리텔링의 풍부한 역사를 가지고 있기 때문입니다. 그리고 마찬가지로, 그 나라의 영화 제작과 스토리텔링에 대한 풍부한 역사를 갖고 있고, 마찬가지로 나도 그들로부터 많은 것을 배웠습니다."라고 말했다. 또한, 할리우드와 러시아 사이의 지리적인 그리고 언어적인 장벽에도 불구하고, 그들은 공통점을 찾을 수 있었다고 렌스는 지적했다. 렌스는 이어 "그것은 우리가 무엇이 재미있고, 진심 어린, 또는 즐거움을 주는지에 대한 공유된 이해에 이르게 했던 이야기를 만드는 과정에서 드러나는 교차 순간들이었습니다. 우리는 서로의 문화와 차이점들로부터 배울 수 있고, 우리의 문화 각각이 테이블로 가져올 것을 축하할 수 있다는 것을 깨달았습니다"라고 하였다.
이 영화의 작업은 2년 동안 진행됐다. 마음을 이끄는 행동을 통해 친절함을 키우는 메시지와 함께 어린이들을 타겟 청중으로 삼았다. 2018년 3월 홍콩 FILMART 아시아 필름 마켓에서 영화의 사전 내용이 공개됐다. 2018년 9월 12일 블라디보스토크에서 열린 동부 경제 포럼에서 러시아 수출 센터, 위저트 애니메이션 및 중국 회사인 HY 미디어/케이이 국제 미디어 그룹 간에 삼자 연락이 체결되었다. 포럼에는 REC의 총괄 디렉터인 Andrey Slepnev와 위저트 애니메이션의 총괄 프로듀서인 유리 모스크빈이 참석했다.
첫 번째 타임즈의 서명자 중 한 명인 중국은 러시아 애니메이션 영화를 제작하는 공동 파트너이다. 리샤닌, 중국-HY 미디어/케이 국제 미디어 그룹의 CEO는 중국에 대한 수출 잠재력과 함께 러시아 애니메이션 산업을 육성하려는 계획을 철회했다.

### 테마
2017년 11월, 미국 영화 시장에서 위저트 애니메이션은 눈의 여왕 4의 소재를 선보였다. 발표자들은 이 영화가 과학과 마법의 융합이 될 것이라고 말했다. 로버트 렌스는 한스 크리스티안 안데르센의 줄거리를 바탕으로 프랜차이즈의 극지 동화 설정과 얽힌 비행선과 같은 기술의 사용을 통해 영화가 스팀펑크 장르의 용광로가 될 방법을 설명했다. 공동 감독인 알렉세이 트시칠린은 우정, 친절, 용서, 인내 등 근본적인 주제도 담을 것이라고 강조하며 "이 영화는 '공통적인 특징으로 뭉친 사람들을 정말 나쁘게 대해야 하는가'라는 질문에 답한다"며, 이 주제를 집단 처벌의 영역과 그것이 정당한 정의의 수단인지에 대해 탐구할 것이다.
마법은 과학과 맞지 않는다는 이유로 미러랜드의 문을 이용해 세상의 모든 마법사들을 그곳에 가두라는 명령이 주인공 겔다를 제외한 영화 속 모든 캐릭터에 일차적으로 영향을 미치는 땅에 부과되는 개념은 영화에서 탐구된다. 이 영화는 과학이 마법과 융합될 때 발생하는 파급 효과를 설명한다. 영화에서 해럴드 왕은 과학자와 기술의 씨족을, 게르다는 마법과 동화의 씨족을 나타낸다. 영화는 양립할 수 없어 보이는 시설들이 교차하고 서로의 길을 가로지를 때 방출되는 문화 현상에 대한 설명이다. 이 이야기가 20세기 불가코프 소설에서 나온 것처럼 대본이 마법사와 기술관료의 정반대 씨족을 사용하는 것은 평단의 갈채를 받았다.
갈등은 과학이 해럴드 왕과 같은 새로운 인물들이 제시하는 마법과 충돌하는 맥락에서 탐구된다. 갈등은 초월주의와 자연주의와 같은 사상학파에서 발견되는 영적 깨달음과 대조적으로 산업혁명에서 인류의 이성주의와 유사하다. 개발된 또 다른 주제는 예상치 못한 적들이 요정 세계의 위기를 해결하는 데 도움을 줄 공통점을 찾는 피날레에서 보이는 화해였다. 대본은 과거 시리즈의 모든 친구와 적을 수용하도록 개발되었다.
영화는 2018년 말까지 완성될 예정이었다. Central Partnership과 소유즈멀트필름은 이 영화를 러시아와 주변 국가에 배급했다. 소유즈멀트필름은 레프 아타마노프가 제작한 1957년 영화 이후 러시아 애니메이션 고전에서 자리를 잡은 눈의 여왕 각색 작품을 제작하기 위해 다시 돌아왔다. 러시아어 원어판에서 러시아 출연진이 캐릭터들의 목소리 연기를 했다. 리나 이바노바(해리포터-헤르미온느 그레인저)는 겔다의 목소리를 맡았다. 해적 알피다의 목소리는 랴이산 우탸셰바가 맡았다. 유명 무대 겸 영화 배우인 이레나 리바노바가 겔다와 카이의 어머니 우나의 목소리를 맡았다. 나데즈다 안가르스카야는 릴리스의 목소리를 냈다. 블라디미르 자이스테프(셜록 홈즈: 그림자 게임-셜록 홈즈)는 해럴드 왕의 목소리를 맡았다. 폴란드어 더빙판에서는 폴란드 여배우 아가타 쿠레샤와 나탈리아 슈뢰더가 출연했다. 브라질판 성우진에서는 배우이자 가수인 라리사 마노엘라, 주앙 코르테스 및 이고르 얀센이 포함되었다.

### 애니메이션
장편 영화는 기술에 대한 정교한 예술 작품으로 인해 전작들과 상당히 다르다. 애니메이션 스튜디오는 산업이 발명품으로 운영되는 거대 도시로 동화 세계를 확장했다. 애니메이션 제작자들은 구름, 용암, 물과 같은 실제 묘사 자연을 보여주기 위해 영화의 품질을 높였다. 해파에 대한 태양의 반사가 특수 효과를 개발했다. AFM 프레젠테이션에서 애니메이션 제작자들은 자신들이 어떻게 클라우드 시스템을 만들었는지 설명했다. 그들은 먼저 레이아웃 부서가 클라우드를 모델링하고 다각형 모델링 도구로 기하학을 추가하고 촬영 단계를 설정한다고 말했다. 다음으로 효과 부서는 볼륨 처리 도구를 사용하여 복잡한 모양을 생성한다. 이 과정에는 3D 노이즈 변위와 평활화 알고리즘이 사용된다. 마지막으로 드림웍스가 만든 OpenVDB 라이브러리는 효율적으로 데이터를 포맷한다.
그들이 이야기에서 서로 의사소통을 할 수 있는 유일한 캐릭터였기 때문에 만화가들은 특히 겔다와 눈의 여왕 사이의 상호작용에 관한 한 그들의 기술을 연마해야 했다. 만화가들은 해적의 도시 에피소드에 등장하는 제펠린으로 공중 추격을 특징으로 하는 예술성의 새로운 영역을 열었다.

### 사운드트랙
원곡은 Growing up with Nine Old Men(테오도르 토마스 감독)과 코미디 영화 Scappo a Casa를 포함하여 디즈니의 여러 프로젝트에 참여한 파브리지오 만치넬리가 작곡했다. 만치넬리의 오리지널 악보를 사용하여 사운드트랙의 음악은 부다페스트 스코어링(Budapest Scoring)에 의해 녹음되었다. 주제가는 파브리지오 만치낼리와 제시카 클라인이 부른 "The Best Adventure"이다. 주제가 'The Best Adventure'는 미녀와 야수, 인어공주 등의 프로젝트에 참여한 러시아 출신 가수 율리아 이바노바가 목소리를 맡았다.
| #  | 제목                   | 작곡                | 가수                              | 재생 시간 |
| -- | ---------------------- | ------------------- | --------------------------------- | --------- |
| 1. | 〈The Best Adventure〉 |                     | - 제시카 클라인 - 율리아 이바노바 | 3:04      |
| 2. | 〈Night Flight〉       | 파브리지오 만치넬리 |                                   | 1:34      |

## 대중 매체

### 비디오 게임
위저트 애니메이션은 안드로이드 및 iOS 플랫폼용 무료 게임을 출시했다. 2007년 게임 스튜디오로 설립된 이 스튜디오는 2020년 눈의 여왕 시리즈를 기반으로 한 첫 번째 주요 게임을 공식 출시했다. 눈의 여왕: 프리전 펀 런. 엔드리스 러너 게임은 플레이어가 장애물을 극복하고 주적인 북풍으로부터 탈출해야 하는 캐릭터 겔다, 카이, 올름 또는 기타 영웅을 선택할 수 있는 아케이드를 갖추고 있다

### 프랜차이즈
눈의 여왕 4의 개봉 이후, 눈의 여왕 시리즈는 위저트 애니메이션에 의해 선보이는 4부작 애니메이션이 되었다. 눈의 여왕 시리즈 역사상 처음으로, 그 영화의 관객 수는 80개국 이상에서 1,700만 명을 돌파했다. 2012년에 개봉한 원작 '눈의 여왕'부터, 오늘날 애니메이션 스튜디오는 이 시리즈를 비평가들에게 똑같이 일반 시청자들의 관심을 끄는 애니메이션 시리즈 고전으로 변화시켰다.
현대 애니메이션은 모험, 판타지, 가족 영화의 맥락에서 이 영화를 3D 예술로 영화를 선보이는 위저트 애니메이션을 통해 눈의 여왕 각색의 부활을 목격했다. 러시아의 애니메이션은 오늘날 업계에서 눈에 띄는 브랜드가 되기 위해 도전을 극복해야 했다. 위저트 애니메이션은 영화 산업을 위한 3D 콘텐츠를 전문적으로 제작할 수 있는 능력을 향상시키고 있으며 러시아에서 가장 빠르고 역동적으로 발전하고 있는 애니메이션 스튜디오 중 하나이다. 국제 배급사 파트너와 관객 모두가 이 스튜디오의 제품이 받아들여질 수 있도록 돕고 있는데, 눈의 여왕 시리즈는 전 세계적으로 150개국 이상에 출시되었으며 30개의 언어로 번역되었기 때문이다.
위저트 애니메이션은 2022년에 개봉이 예정되었던 눈의 여왕 시리즈의 최신작인 눈의 여왕5: 스노우 프린세스와 미러랜드의 비밀을 애니메이션화하고 있다. 이 영화는 새로운 캐릭터 디자인과 캐릭터를 특징으로 선보일 예정이다.